# Otto Bauer
Otto Bauer (5. september 1881 – 4. juli 1938) var en østrigsk socialdomkratisk politiker og socialistisk teoretiker.
Han studerede ved Wien Universitet, hvor han afsluttede sin PhD i jura i 1906 og publicerede sin første bog Die Sozialdemokratie und die Nationalitätenfrage i 1907. Selvom har var politisk aktiv under sine studier, begyndte hans opstigning i det østrigske socialdemokrati først efter at han havde afsluttet sin PhD. Han grundlagde Der Kampf, der var et teorietisk partiblad, i 1907. Mellem 1907 og 1914 var han partisekretær, og i denne periode lykkedes det Otto Bauer at køre sig i stilling som afløser for Victor Adler som partiformand.
Efter at være taget til fange på østfronten i de første måneder af 1. verdenskrig, tilbragte Bauer tre år som krigsfange i Rusland. Han returnerede til Østrig i 1917. Efter Viktor Adlers død i 1918 blev Otto Bauer leder af Socialdemokratiet. Fra november 1918 til juli 1919 indgik socialdemokraterne i en koalition med det kristensociale parti og Otto Bauer blev udnævnt til udenrigsminister.
Da Engelbert Dollfuß, med hjælp fra det kristensociale parti og Heimwehr, indførte et diktatur i 1933 blev det socialdemokratiske partis aktiviteter hæmmet. Med socialdemokraternes fejlslagne opstand i februar 1934 måtte Otto Bauer gå i eksil i Bratislava. I udlandet fortsatte han med at organisere det østrigske socialdemokrati. Han døde i Paris i Frankrig den 4. juli 1938 i en alder af 56 år kun få måneder efter Østrigs "Anschluss" til Nazi-Tyskland
Bauer anses for at være en af austromarxismens grundlæggere. Otto Bauer var tilhænger af revolutionære reformer, som skulle forandre samfundet i en frihedsmæssig socialistisk retning. Revolutionære metoder og vold måtte kun anvendes defensivt, det vil sige hvis borgerklassen eller fascisterne slog til med sådanne metoder mod demokratiet eller en af folket valgt socialist.
Han var fortaler for selvforvaltning af boligområder mm. og ville gennem det gode eksempels magt med omfattende sociale reformer skabe støtte for hans socialisme. 